# Julien Gosselin
Julien Gosselin est un metteur en scène français né le 10 avril 1987. Il dirige le Théâtre de l'Odéon depuis le 21 juin 2024.

## Biographie
Né le 10 avril 1987,, Julien Gosselin grandit à Oye-Plage, dans le Pas-de-Calais, puis suit des études à l'école du théâtre du Nord alors dirigée par Stuart Seide.
En 2009, il fonde le collectif Si vous pouviez lécher mon cœur au côté de collègues avec lesquels il a réalisé ses études en art dramatique : Guillaume Bachelé, Antoine Ferron, Noémie Gantier, Alexandre Lecroc, Victoria Quesnel et Tiphaine Raffier. Gosselin assure la mise en scène des spectacles créés par la compagnie, dont le nom fait référence à une phrase de Shoah. Les premières œuvres qu'il met en scène sont Gênes 01 de Fausto Paravidino, et Tristesse animal noir, d'Anja Hilling.
Au festival d'Avignon 2013, benjamin des metteurs en scène, il présente Les Particules élémentaires, adaptation du roman culte de Michel Houellebecq,, pièce élaborée au sein de la scène nationale de Valenciennes, Le Phénix. Elle est ensuite reprise à Lille et Vanves, ainsi qu'au Théâtre de l'Odéon à Paris.
Il met en scène Je ne vous ai jamais aimés, sur un texte de Pascal Bouaziz, en 2014. L'année suivante, la compagnie crée Le Père, d'après L'Homme incertain de Stéphanie Chaillou, toujours avec une mise en scène de Julien Gosselin.
Du 8 au 16 juillet 2016, il revient au festival d'Avignon avec une adaptation du roman-fleuve inachevé de Roberto Bolaño, 2666. Le collectif artistique répète pendant 5 semaines à La Fabrica au festival d'Avignon en mars 2016, ce même lieu où est présenté le spectacle au public. La pièce, d'une durée de onze heures, entractes compris, fait à nouveau événement, tout en étant reçue de façon partagée,,.
En 2017, il est annoncé que Julien Gosselin devrait ouvrir un lieu culturel sur le port de Calais.
Il est nommé directeur du Théâtre de l'Odéon le 21 juin 2024.

## Distinctions
- En 2018, il est l'un des lauréats du XVe prix Europe pour le théâtre, à Saint-Pétersbourg[14],[15].
- Prix du Syndicat de la critique 2014 : Prix Jean-Jacques-Lerrant de la révélation théâtrale pour Les Particules élémentaires

## Mises en scène

### Liste
- Gênes 01 de Fausto Paravidino
- Tristesse animal noir, d'Anja Hilling
- 2013: Les Particules élémentaires, d'après Michel Houellebecq
- 2014 : Je ne vous ai jamais aimés, d'après Pascal Bouaziz
- 2015 : Le Père, d'après Stéphanie Chaillou
- 2016 : 2666, d'après Roberto Bolaño
- 2018 : 1993, d'Aurélien Bellanger
- 2018 : Joueurs | Mao II | Les Noms, d'après Don Dellilo
- 2021: Le Passé, d'après Léonid Andreïev
- 2023: Extinction[16], d'après Thomas Bernhard, Arthur Schnitzler et Hugo von Hofmannsthal

### Les Particules élémentaires
Le roman de Michel Houellebecq, Les Particules élémentaires, connaît un retentissement important à sa sortie en 1998. Il narre l'histoire de deux demi-frères, Michel, chercheur en biologie moléculaire, et Bruno, professeur et obsédé par le sexe. À travers ces personnages, l'auteur illustre les évolutions de la société française entre les années 1960 et 1990. Malgré sa notoriété, le roman n'est pas adapté au théâtre en France avant la mise en scène de Julien Gosselin en 2013, alors qu'il est rapidement porté sur les planches à l'étranger. Julien Gosselin déclare tenir Michel Houellebecq pour « un des plus grands écrivains vivants au monde » et « en tout cas un des seuls auteurs français qui s'attachent à décrypter la société occidentale dans ses contradictions les plus profondes », traitant de thèmes comme le touriste, la faillite de 68, le post-humanisme ou la misère sexuelle. La transposition des passages crus du roman a été l'une des questions qui se sont posées lors de la création du spectacle. Le versant parfois brutal et dénué de poésie de l’œuvre s’entremêle à une dimension plus lyrique, et la réussite de l’adaptation de Gosselin est de susciter chez le spectateur un va-et-vient entre mélancolie et rire libérateur. Le tout prend la forme d’une grande épopée désenchantée, d’une "lamentable histoire, mais racontée sur fond d’avenir radieux". Le spectacle est créé le 8 juillet 2013 à Vedène, dans le cadre du Festival d'Avignon 2013. Sa durée avec entracte est de 3h40.

### 2666
Le roman-fleuve de Roberto Bolaño se découpe en cinq parties. Deux éléments font office de fils conducteurs : le mystérieux écrivain allemand Benno von Archimboldi et la ville mexicaine de Santa Teresa, ravagée par des assassinats de femmes (Bolaño s'inspirant en fait de meurtres de femmes commis à Ciudad Juárez).
- La partie des critiques : Quatre critiques, le Français Pelletier, l'Italien Morini, l'Espagnol Espinoza et l'Anglaise Norton se lient d'amitié en raison de leur passion commune pour l'œuvre de l'écrivain allemand Benno von Archimboldi, un auteur à la vie très secrète. Ensemble, ils vont décider de partir sur ses traces au Mexique, à Santa Teresa.
- La partie d'Amalfitano : Óscar Amalfitano est un professeur de philosophie qui arrive en poste à l'université de Santa Teresa avec sa fille Rosa. Il occupe ses journées à méditer sur la géométrie et bascule dans une folie douce. Sa fille se met à fréquenter un malfaiteur local, Chucho Flores.
- La partie de Fate : Quincy Williams, alias Fate, est un journaliste afro-américain qui est chargé de couvrir un combat de boxe à Santa Teresa lorsqu'il entend parler des assassinats de femmes qui touchent la ville. Il décide de s'y intéresser en compagnie d'une journaliste mexicaine malgré le désaccord de son rédacteur en chef.
- La partie des crimes : Cette partie résume les années pendant lesquelles la ville de Santa Teresa fut secouée par des assassinats de femmes. Les meurtres sont décrits les uns après les autres par Bolaño. On suit les investigations d'un policier nommé Juan de Dios Martinez.
- La partie d'Archimboldi:  Cette partie évoque l'enfance et la carrière militaire de Hans Reiter sur le front de l'Est durant la Seconde Guerre mondiale, ainsi que sa vocation littéraire. Il prend le nom de plume d'Archimboldi, en référence au peintre italien Arcimboldo.